# Index Kewensis
Index Kewensis – rejestr prowadzony przez Królewskie Ogrody Botaniczne w Kew, mający na celu zarejestrowanie wszystkich ważnych, tj. zgodnych z Międzynarodowym Kodeksem Nomenklatury Botanicznej nazw naukowych roślin nasiennych. Początkowo zawierał tylko dane w randze rodzaju i gatunku, później także rodzin i taksonów o randze poniżej gatunku. Od 1997 roku rejestrowane są także informacje o taksonach i okazach typowych. Rejestr nazw zaczął być opracowywany w 1885 roku. Regularnie publikowane są zestawienia nowych nazw naukowych. Baza danych rejestru została zintegrowana z bazą danych IPNI (International Plant Names Index, przy czym informacje z Index Kewensis opatrzone są literami "(IK)" (dane te dostępne są w Internecie na stronie IPNI).